# Wicca-Traditionen

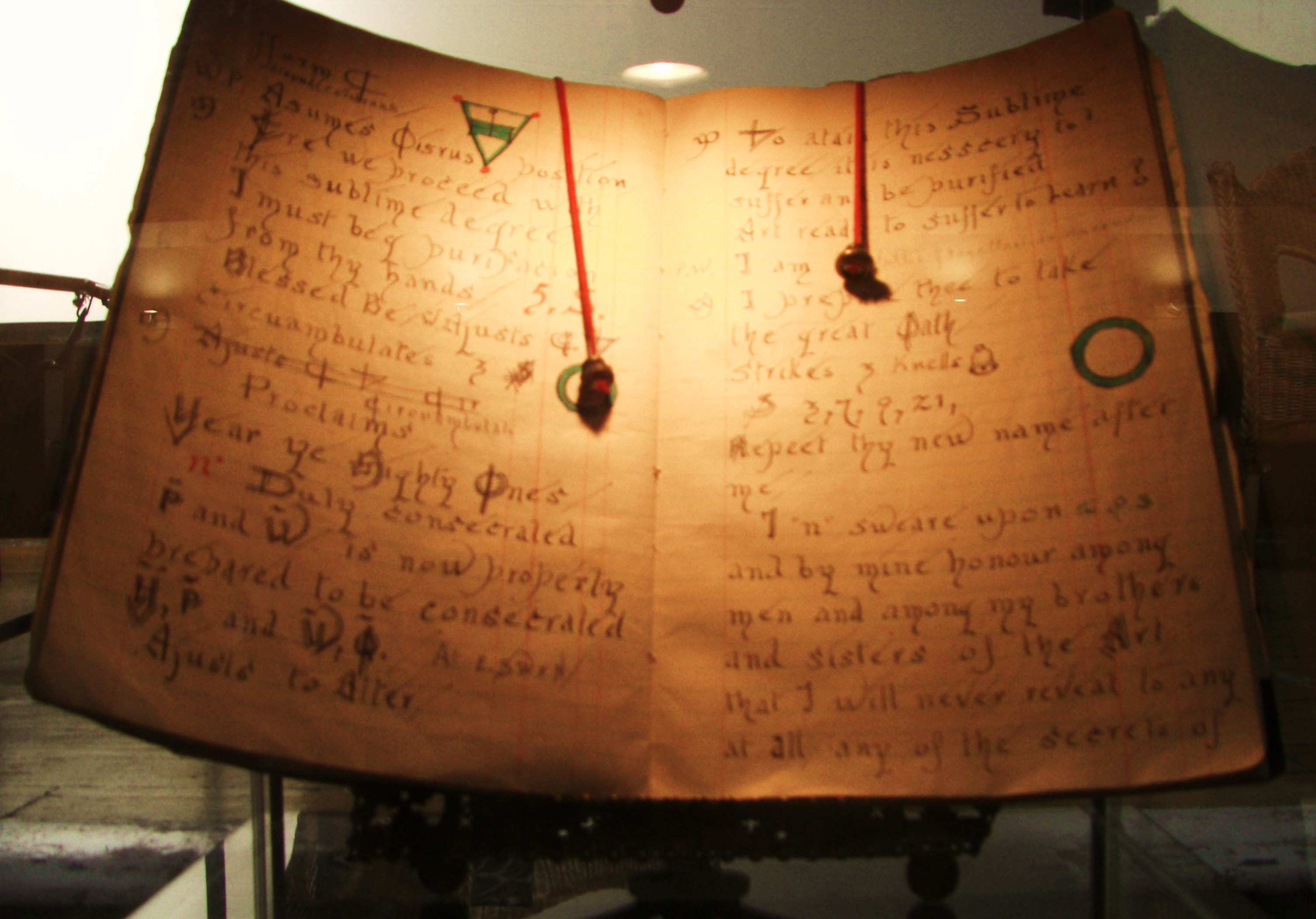
Gerald Gardners Buch der Schatten, welches den Grundstein für die erste Wicca-Tradition gelegt hat.

Wicca-Traditionen sind unterschiedliche Traditionen, oft auch als Pfad bezeichnet, innerhalb der neopaganen Wicca-Religion. Ein Pfad ist immer nur eine spezielle Tradition und keinesfalls mit einem Coven, welcher eine Glaubensgemeinschaft innerhalb eines Pfades ist, zu verwechseln.

## Britisch Traditionelles Wicca

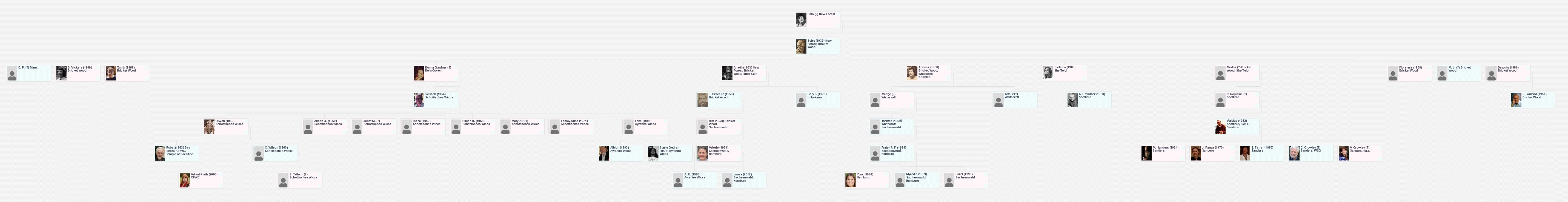
Initiationslinie eines deutschen Coven, zurückreichend auf den New Forest Coven, Bricket Wood Coven und die Whitecroft Linie.

Als Britisch Traditionelles Wicca (BTW), im Englischen auch British Traditional Wicca, oder British Traditional Witchcraft, werden alle Traditionen, oder Pfade des Wicca bezeichnet, die eine Initiationslinie haben, die sich auf den New Forest Coven zurückführen lässt. Heute werden meist folgende drei Pfade zum Britisch Traditionellen Wicca gezählt:
Gardenisches Wicca
Gardenisches Wicca, selten auch Gardnerisches Wicca, beschreibt die Art von Wicca, welche von Gerald Brosseau Gardner begründet wurde. In den frühen Tagen dieser Tradition war es üblich Rituale skyclad, also unbekleidet zu praktizieren. Mit der Zeit wurden diese und weitere Regeln geändert, oder komplett aufgehoben; so war es zum Beispiel ab 1958 üblich, während Ritualen eine Robe zu tragen.
Alexandrisches Wicca
Alexandrisches Wicca beschreibt die Traditionen des Wicca, welche von Alex Sanders und seiner Frau Maxime Sanders begründet wurde. Alex Sanders selbst wurde ins gardenische Wicca initiiert, weshalb sich diese beiden Traditionen auch sehr ähnlich sind. Ein wesentlicher Unterschied besteht darin, dass im Alexandrischen Wicca Weiblichkeit und Männlichkeit gleichermaßen wertgeschätzt werden. Außerdem wird die Reise des gehörnten Gottes durch den Jahreskreis in Ritualen mehr Thematisiert, als beim gardenischen Wicca; vor allem die Geschichte des Stechpalmenkönigs und des Eichenkönigs wurde durch das Alexandrische Wicca verbreitet. Alex Sanders geriet in Verruf, als er in den Medien als „König der Hexen“ bekannt wurde. Angeblich wurde er dazu von mehren Coven auf sieben Jahre gewählt, konnte dies aber nie belegen. Es ist davon auszugehen, dass er diesen Titel vortäuscht, um die Nachfolge von Gardner antreten zu können.
Algard Wicca
Das Algard Wicca, selten auch AlGard Wicca, vereint die Traditionen von Gardner und Sanders, manchmal fließen auch Vorstellungen von Doreen Valiente, oder Thelma Capel mit ein. Besonders ist beim Algard Wicca, dass ein Coven meist über ein Konzil verfügt, dass die Entscheidungsmacht von Hohepriesterin und Hohepriester beschränkt und eine beratende Rolle einnimmt. Die Aufnahme in einen Coven der Algard Tradition ist meist nicht so streng geregelt, allerdings wird die Bedeutung von einem Jahr und einem Tag hier besonders geschätzt.
Ins britisch traditionelle Wicca muss man von einer Person initiiert werden, die bereits der Tradition angehört. Dabei gibt es drei Grade, in welche man initiiert werden kann und welche einem jeweils andere Aufgaben und Verantwortungen innerhalb eines Coven zukommen lassen. In den Traditionen des britisch traditionellen Wicca hat ein Coven meist drei bis dreizehn Mitglieder und teilt sich in so genannte Schwärme, wenn er mehr Mitglieder erreicht. Geleitet wird der Coven von einer Hohepriesterin, einem Hohepriester, oder (meistens) sowohl einer Hohepriesterin, als auch einem Hohepriester.

## Traditionelle Pfade
Zum Britisch Traditionellen Wicca werden auch noch einige weitere Pfade gezählt, die im Grund genommen auch dem Gardenischen, Alexandrischen, oder Algard Wicca zugerechnet werden können, aber diese Traditionen leicht abgewandelt haben. Dazu zählen vor allem:
Blue Star Wicca
Im Blue Star Wicca werden, ähnlich wie beim Algard Wicca, die Traditionen des Gardenischen und Alexandrischen Wicca kombiniert. Außerdem fließen Einflüsse der walisischen Volksmagie mit ein.
Central Valley Wicca
Das Central Valley Wicca orientiert sich vor allem an den Traditionen des Gardenischen Wicca und war die erste eigenständige Tradition in Kalifornien. Besonders viel ist über diesen Pfad nicht bekannt, auch nicht, ob er heute noch fortbesteht.
Mohsian
Die Mohsian Tradition wird nicht immer mit zum Britisch Traditionellen Wicca gezählt, sie ist aber stark vom Gardenischen Wicca inspiriert und die Begründer von Mohsian, Hellen und Bill Mohs, waren beide ins Britisch Traditionelle Wicca initiiert. Mohsian beinhaltet außerdem mehrere volksmagische Traditionen aus Nordamerika.
Odyssean Wicca
Das Odyssean Wicca ist eine kanadische Tradition des Wicca, welche sowohl auf dem Gardenischen, als auch dem Alexandrischen Wicca basiert. Besonders an dieser Tradition ist, dass die Priester und Hohepriester dieser Tradition darauf vorbereitet werden, allgemeinen Gemeindedienst zu leisten und nicht nur innerhalb eines Coven zu arbeiten.
Schottisches Wicca und Seax Wicca
Das schottische Wicca ist eine Abspaltung der Gardenischen Tradition und wurde von Charles Clark gegründet. In diese Tradition wurde auch Raymond Buckland initiiert, welcher das Schottische Wicca unter der Bezeichnung „Seax Wicca“ mit nach Amerika brachte. Ebenso wie im Algard Wicca sind im Seax Wicca Konzile üblich und innerhalb eines Coven wird optisch nicht zwischen den verschiedenen Graden unterschieden, denn jeder trägt dieselbe Bekleidung.
Whitecroft
Die Whitecroft Linie ist eine der größten weltweit. Ursprünglich war „Whitecroft“ nur die Bezeichnung für einen Coven in Südlondon, welcher von Madge und Arthur Worthington gegründet wurde, welche von Eleanor Bone, einer der engsten Vertrauen Gardners, initiiert wurden. Durch die hohe Anzahl an Initiationen sicherte der Whitecroft Coven das Fortbestehen des Gardenischen Wicca und hat sich im Lauf der Zeit zu einer eigenen Linie des Britisch Traditionellen Wicca entwickelt, die auch oft dem Algard Wicca zugerechnet wird. Die meisten Coven in Deutschland können auf die Whitecroft Linie zurückgeführt werden.

## Nicht-traditionelle Pfade
Es gibt neben dem Britisch Traditionellen Wicca auch noch weitere Pfade. Im Gegensatz zum traditionellen Wicca ist eine Initiation in einen der nicht-traditionellen Pfade nicht für andere Traditionen gültig. Während eine Person die im Algard Wicca initiiert wurde beispielsweise auch in einem Gardenischen Coven Mitglied werden kann, können dies Personen, die nicht in einen der traditionellen Pfade initiiert wurden nicht; ihre Initiation ist nur für ihren eigenen Pfad gültig, sofern überhaupt eine Initiation in diesem Pfad üblich ist. Viele der nicht-traditionellen Pfade arbeiten nicht in Coven, verehren Gottheiten eines bestimmten Pantheon, oder unterscheiden sich darin, dass Rituale nicht weitergegeben werden. Auch die Selbstinitiation wird in manchen nicht-traditionellen Pfaden akzeptiert.
Ahnen WiccaMit Ahnen Wicca, oder auch Hereditärem Hexentum, werden mehrere Pfade bezeichnet, die schon vor der schriftlichen Fixierung des Wicca in den 1940er- und 50er-Jahren bestanden; teilweise lassen sich diese Traditionen bis auf das 11. Jahrhundert zurück datieren. Die Traditionen sind hier oft ähnlich mit dem Gardenischen Wicca, da sie aus derselben Region stammen, meist sehen sich die Anhänger dieser Tradition aber nicht selbst als Wiccas und geben ihre eigene, individuelle Tradition nur innerhalb der eigenen Familie weiter.
Ägyptisches/ Kemetisches WiccaÄgyptisches, auch Kemetisches Wicca, ist eine sehr kleine Tradition, die sich den Traditionen des britisch traditionellen Wicca bedient, aber ausschließlich das ägyptische Pantheon verehrt.
Celtsun WiccaCeltsun Wicca ist eine schamanische Wicca Tradition, die sich vor allem Traditionen aus dem Gardenischen Wicca, sowie von den Ureinwohnern Amerikas bedient. Das wichtigste Kennzeichen ist die Arbeit mit indianischen Medizinrädern. Der Begriff „Celtsun“ setzt sich zusammen aus celt für keltisch und sun für Sonne, bzw. Sonnentanz.
Christliches WiccaDas Christliche Wicca ist ein Pfad des Wicca, der Elemente des Christentums mit den Traditionen des Gardenischen Wiccas vereint. Jesus Christus wird oft als Personifizierung des gehörnten Gottes und Maria Magdalena als Personifizierung der großen Göttin genutzt. Christliches Wicca ist vor allem in den Vereinigten Staaten von Amerika verbreitet.
Correllian WiccaDie Correllian Tradition basiert auf den Lehren der High-Corell Familie. Eine Kombination von Schottischem Wicca mit Praktiken der amerikanischen Ureinwohner (Cherokee-Indianer) und ausgeprägte Verehrung der Ahnen ist für diese Tradition üblich. Bekannt geworden ist diese u. a. dadurch, dass auf Ebay die Domain des ehemaligen theologischen Seminars WitchSchool an einen neuen Besitzer versteigert wurde.
Dianisches WiccaDianisches Wicca ist eine Tradition, die die Göttin Diana verehrt und sehr strengen Regeln unterliegt. In Coven die dieser Tradition folgen sind oft nur Frauen, manchmal sogar nur homosexuelle Frauen willkommen. Dianisches Wicca steht sehr für Feminismus ein; es ist aber wichtig zu wissen, dass nicht jeder Pfad des Wicca, dessen Lehren mit dem Feminismus vereinbar sind, automatisch dem Dianischen Wicca zugerechnet werden kann. Die meisten Traditionen des Wicca setzen sich sehr für die Gleichberechtigung der Geschlechter ein.
Feen WiccaDas Feen Wicca ist eine sehr neue und auch umstrittene Wicca Tradition. Sie entstand in den 1990er-Jahren auf Grundlage der Bücher der Autorin Kisma Stepanich. Sie zeichnet sich durch die Arbeit mit Feen und das integrieren irischer Mythologie in den Glauben aus. Es gibt keine Belege dafür, ob diese Tradition wirklich existiert, oder nur von Stepanich erfunden wurde.
Hellenistisches WiccaIm Hellenistischen Wicca werden die Gottheiten des griechischen Pantheon verehrt. Das Hellenistische Wicca ist keine fest definierte Tradition und meist haben Coven die dieser Tradition folgen eigene, meist sehr strenge, Regeln und moralischen Grundsätze.
Istari-WiccaIstari-Wicca ist eine Tradition aus Deutschland und besteht dort vermutlich seit dem frühen 21. Jahrhundert. Die Grundlagen des Istari-Wicca, inklusive des Buches der Schatten, sind auf dem Buch der Schatten von Alex Sanders aufgebaut worden.
Keltisches Wicca
Keltisches Wicca ist eine Variante des keltischen Neopaganismus, bei der unter praktischen Bezug auf Wicca-Rituale und Philosophie auf keltische, hauptsächlich irische und walisische Symbolismen zurückgegriffen wird. Im Mittelpunkt stehen hier häufig die Göttinnen Ceridwen oder Brigid und die Götter Cernunnos und Lugh. Im Gegensatz zu den meisten Wicca-Traditionen gilt im Keltischen Wicca häufig der Mond als männlicher und die Sonne als weiblicher Aspekt des Göttlichen.
Nordisches Wicca und Wiccatru
Nordisches Wicca ist die Bezeichnung für eine Mischung aus Britisch Traditionellem Wicca und dem germanischen Heidentum Asatru, wobei die meisten Vertreter des Asatru diese Art von Synkretismus strikt ablehnen. Im Wiccatru wird das germanische Pantheon der Edda und die germanischen Namen der Jahresfeste verwendet und die Ethik aus dem Hexencredo wird durch die sogenannten „Neun edlen Tugenden“ (Mut, Wahrheit, Ehre, Treue, Disziplin, Gastfreundschaft, Fleiß, Selbstständigkeit und Ausdauer) ergänzt.
Pecti Witta
Pecti Witta ist eine Abspaltung des Schottischen- und Seax Wicca. Ihr wesentlicher Unterschied besteht darin, dass sie sich vermehrt regional schottischen Traditionen des allgemeinen Hexentums bedient und dass Zauber und Rituale eine eher kleine Rolle einnehmen. Anhänger des Pecti Witta bezeichnen sich oft nicht als Wiccas, sondern als Wittas, oder Druiden.

## Solitäres und Eklektisches Wicca

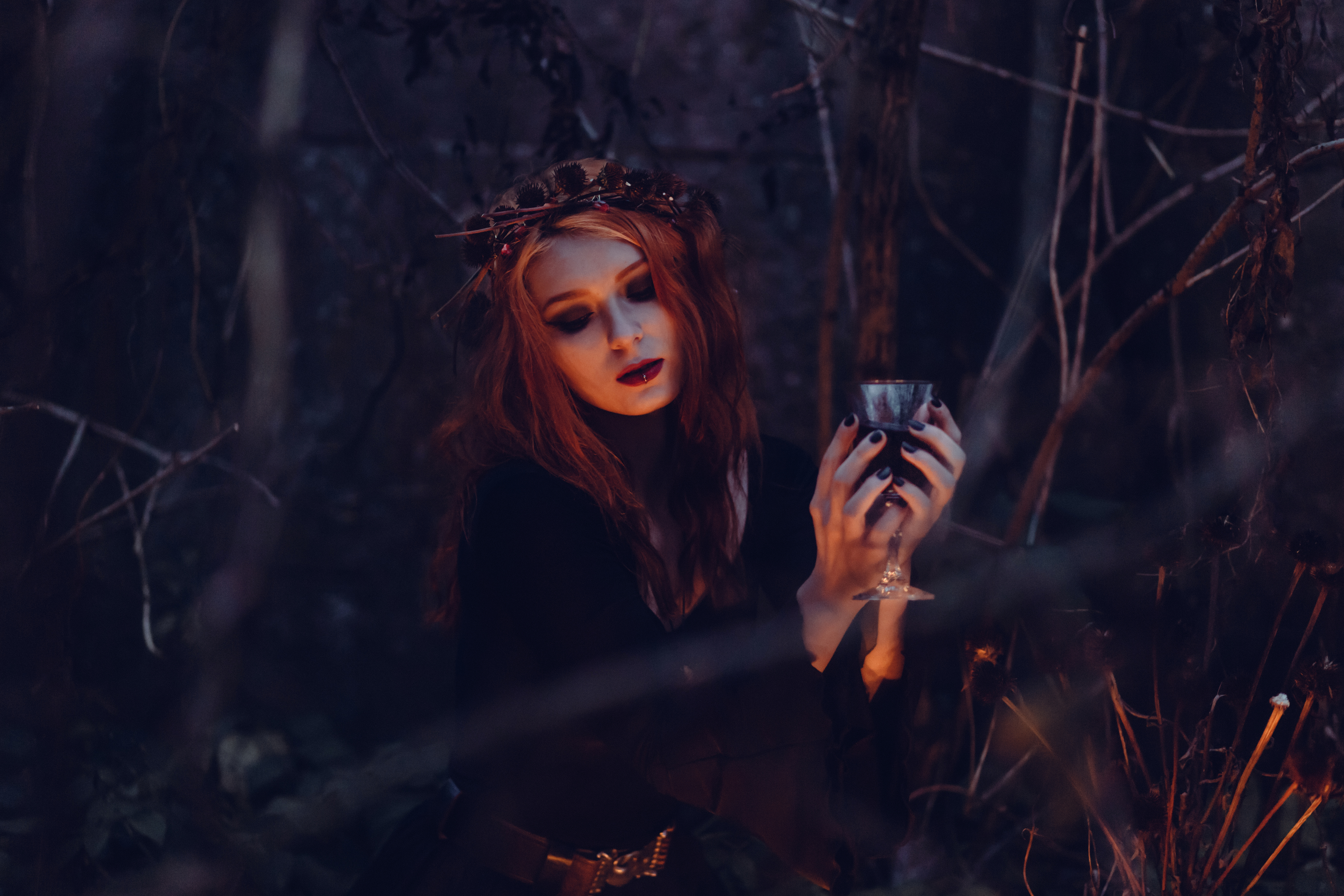
Eine solitäre Wicca mit einem Kelch bei einem Ritual im Wald.

Vor allem im 21. Jahrhundert wurden die Konzepte von selbstständiger Arbeit immer weiter verbreitet. Anfangs waren diese eher als eine Übergangslösung für Personen gedacht, die in ihrer Nähe keinen Coven finden konnten, doch in der heutigen Zeit sehen sich viele Menschen auch dauerhaft einer der folgenden Traditionen zugehörig.
Solitäres („freifliegendes“) Wicca
Als solitäre Wiccas werden Personen bezeichnet, die sich selbst zwar dem Wicca zugehörig fühlen, aber nie von einer anderen Person initiiert wurden. Der Inhalt und die Auslebung des Glaubens ist meist identisch mit dem Gardenischen oder Alexandrischen Wicca, allerdings sind solitäre Wiccas nicht Mitglied eines Coven und haben sich meist selbst in ihren persönlichen Pfad initiiert. Manche solitäre Wiccas lassen sich später ins Britisch Traditionelle Wicca initiieren, für viele ist dies aber auch der richtige Pfad und sie behalten ihn bei.
Eklektisches Wicca und Neo Wicca
Ein eklektischer Wicca folgt keiner speziellen Tradition, sondern kombiniert mehrere miteinander, oder bedient sich auch weiterer Religionen und Weltanschauungen.: Neo Wicca ist eine Bezeichnung, die oft von eklektischen Wiccas verwendet wird und ist deutlich üblicher als der Begriff Eklektisches Wicca. Im Neo Wicca werden Konzepte wie Sexualität und Tod oft weniger betont und die Selbstinitiation befürwortet.